# Jean-André Venel
Jean-André Venel (Morges, 28 maggio 1740 – Distretto di Orbe, 9 marzo 1791) è stato un medico svizzero.

## Biografia
Era il figlio di Jean-François Venel, un chirurgo. Successivamente fu apprendista del chirurgo di Ginevra François-David Cabanis (1725-1794); studiò medicina a Montpellier, Parigi e Strasburgo. Nel 1765 sposò Marianne Jaccard (nel 1786 Emilie Pavillard, figlia di Charles Pavillard, capitano del servizio francese).
Venel fu chirurgo a Orbe e Yverdon, tra il 1770 e il 1775 entrò in servizio del conte Potocki. Venel aprì la prima scuola di ostetricia in Svizzera nel 1778 a Yverdon. Fu ortopedico per i giovani e fondò nel 1780 a Orbe, la prima clinica ortopedica del mondo. (Il termine ortopedia è stato coniato da Nicolas Andry de Boisregard nel 1741). Curò numerose malattie ortopediche preventive e riabilitative. Fu il primo ospedale a curare specificamente i bambini storpi e le loro deformità scheletriche. Il suo istituto ebbe un carattere modello per altri ospedali in tutta Europa.

## Opere
- Nouveaux Secours Pour les Corps arrêtés Dans L’Oesophage; Ou Description De quatre Instrumens plus propres qu’aucun des anciens moyens à retirer ces Corps par la Bouche. (1769)
- Essai sur la santé et sur l’éducation médicinale des filles destinées au mariage. (1776)